# Мстивой II (князь ободритов)
Мстивой II (ум. 995) — князь славянского племени бодричей и всего Союза ободритов. Под его руководством ободриты поднялись против немецких феодалов, побороли гнёт их духовенства, так как он считал, что если ослабить церковь, то врагов будет выгнать легче, а в 983 атаковали и сожгли Гамбург. Его дочь вышла замуж за Харальда Синезубого, чем скрепила новый союз ободритов и датчан. Сам же Биллунг был сыном Вислава III(иногда его отцом называют некого Мицислава II) и русской княжны Антонии из Пскова.
Вероятно, в т. н. Гюстровской оде есть упоминание о Биллунге-Мстивое:
Биллунг, могущественный Господин, 

Его владения дошли до Везеля и Эльбы, 

А он как Венд принадлежал Христу, 

И был потомком Русов в Мекленбурге.